# 华罗庚数学奖
华罗庚数学奖是为了纪念中国数学家华罗庚而於1992年设立的数学奖项，由中国数学会与湖南教育出版社共同主办，现为每两年评选一次、每届两人，用以奖励中国50岁以上获得重要成就的资深数学家。华罗庚数学奖与陈省身数学奖、钟家庆数学奖同为中国数学界声誉最高的三个奖项，与另两个奖项奖励中青年数学家与年轻学者不同，华罗庚数学奖是一种“终身成就奖”。

## 历届获奖者
| 届次     | 年份       | 获奖者 | 所属单位                       |
| -------- | ---------- | ------ | ------------------------------ |
| 第一届   | 1992年     | 陈景润 | 中国科学院数学研究所           |
| 第一届   | 1992年     | 陆启铿 | 中国科学院数学研究所           |
| 第二届   | 1995年     | 谷超豪 | 复旦大学数学系                 |
| 第二届   | 1995年     | 万哲先 | 中国科学院数学研究所           |
| 第三届   | 1997年     | 杨乐   | 中国科学院数学研究所           |
| 第三届   | 1997年     | 周毓麟 | 北京应用物理与计算数学所       |
| 第四届   | 2000年     | 王元   | 中国科学院数学研究所           |
| 第四届   | 2000年     | 丁夏畦 | 中国科学院应用数学研究所       |
| 第五届   | 2002年     | 姜伯驹 | 北京大学数学学院               |
| 第五届   | 2002年     | 龚昇   | 中国科学技术大学               |
| 第六届   | 2003年     | 陆汝钤 | 中国科学院数学研究所           |
| 第六届   | 2003年     | 石钟慈 | 中国科学院计算数学研究所       |
| 第七届   | 2005年     | 马志明 | 中国科学院应用数学研究所       |
| 第七届   | 2005年     | 姜礼尚 | 同济大学数学研究所             |
| 第八届   | 2007年     | 严加安 | 中国科学院应用数学研究所       |
| 第八届   | 2007年     | 李大潜 | 复旦大学数学科学院             |
| 第九届   | 2009年     | 张恭庆 | 北京大学数学学院               |
| 第九届   | 2009年     | 李邦河 | 中国科学院系统科学研究所       |
| 第十届   | 2011年     | 文兰   | 北京大学数学学院               |
| 第十届   | 2011年     | 彭实戈 | 山东大学数学学院               |
| 第十一届 | 2013年     | 钱敏   | 北京大学数学学院               |
| 第十二届 | 2015年     | 刘应明 | 四川大学                       |
| 第十二届 | 2015年     | 林群   | 中国科学院                     |
| 第十三届 | 2017年     | 侯振挺 | 中南大学                       |
| 第十三届 | 2017年     | 龙以明 | 南开大学                       |
| 第十四届 | 2019年     | 洪家兴 | 复旦大学                       |
| 第十四届 | 2019年     | 冯克勤 | 清华大学                       |
| 第十五届 | 2021年     | 陈恕行 | 復旦大學                       |
| 第十五届 | 2021年     | 王斯雷 | 浙江大學                       |
| 第十六届 | 2023年2月  | 徐宗本 | 西安交通大学                   |
| 第十七届 | 2023年12月 | 袁亚湘 | 中国科学院数学与系统科学研究院 |
| 第十八届 | 2024年     | 李安民 | 四川大学                       |